# Memoria episódica
La memoria episódica es la memoria relacionada con sucesos autobiográficos (momentos, lugares, emociones asociadas y demás conocimientos contextuales) que pueden evocarse de forma explícita. La memoria episódica y la memoria semántica son los dos componentes que conforman la memoria declarativa, una de las dos subdivisiones principales de la memoria humana. La contraparte de la memoria declarativa (explícita) es la memoria procedimental (o implícita).

## Neurociencia cognitiva
La formación de recuerdos episódicos nuevos requiere la intervención del lóbulo temporal medial, una estructura que incluye al hipocampo. Sin la intervención del lóbulo temporal medial sería posible formar nuevos recuerdos procedimentales (por ejemplo, aprender a tocar el piano), pero no se podrían recordar los sucesos vividos durante ese aprendizaje (véase el papel del hipocampo en la memoria).
La corteza prefrontal (concretamente, la parte correspondiente al hemisferio cerebral izquierdo) también está involucrada en la formación de nuevos recuerdos episódicos (proceso conocido como «codificación episódica»). Los pacientes con la corteza prefrontal dañada son capaces de aprender información nueva, pero suelen hacerlo de un modo erróneo. Por ejemplo, pueden mostrar un reconocimiento normal de un objeto que han visto en el pasado, pero fracasar al intentar recordar dónde o cuándo lo han visto.
Algunos investigadores opinan que la corteza prefrontal ayuda a organizar la información para facilitar un almacenamiento más eficiente, cumpliendo así un papel dentro del ámbito de la función ejecutiva. Por el contrario, otros opinan que la corteza prefrontal está involucrada en el desarrollo de estrategias semánticas que favorecen la codificación de la información, por ejemplo, estableciendo relaciones significativas entre los contenidos ya aprendidos y el nuevo material a estudiar, o poniéndolos en práctica y manteniéndolos activos mediante la memoria de trabajo.

### El papel del hipocampo en el almacenamiento de recuerdos
Los investigadores no se ponen de acuerdo al respecto de cuánto tiempo permanecen los recuerdos almacenados en el hipocampo. Algunos opinan que esta estructura almacena permanentemente los recuerdos episódicos, y otros argumentan que el hipocampo sólo almacena estos recuerdos durante un breve periodo de tiempo, tras el cual los recuerdos son consolidados definitivamente en el neocórtex. Esta última opinión se ha visto reforzada por recientes estudios que demuestran que la neurogénesis en el hipocampo de un adulto puede propiciar la eliminación de los viejos recuerdos y facilitar así una adquisición más eficiente de recuerdos nuevos.

## Relación con otros factores: edad y emoción
La activación de determinadas áreas cerebrales (principalmente el hipocampo) parece variar en función de la edad, en lo que a la recuperación de recuerdos episódicos se refiere. En la gente de más edad se observa una activación del hipocampo izquierdo y derecho, mientras que en sujetos más jóvenes se observa únicamente la activación del hipocampo izquierdo.
La relación entre emoción y memoria es compleja, pero en general la emoción tiene a incrementar la posibilidad de que un suceso concreto pueda ser recordado más adelante, y de una forma más vívida. Un ejemplo de esto son los llamados «recuerdos de tipo flashbulb», término empleado para referirse al recuerdo de aquellas experiencias o sucesos que tienen un significado especial para el individuo o la sociedad, y que suelen tener un alto grado de nitidez. Por ejemplo, muchas personas pueden recordar con precisión qué estaban haciendo en el momento de los atentados del 11 de septiembre de 2001.

## Mejoras de rendimiento mediante tratamientos farmacológicos
En adultos sanos, la memoria episódica a largo plazo puede ser mejorada de forma específica mediante la administración de Donepezil, un inhibidor de la acetilcolinesterasa. La memoria episódica verbal puede verse favorecida en personas con el genotipo Val/Val del polimorfismo val158met mediante la administración de Tolcapona, un inhibidor de la enzima catecolamina-O-metiltransferasa (COMT). Además, la memoria episódica puede realzarse mediante la administración de AZD3480, un agonista selectivo de los receptores nicotínicos alfa4beta2.
Actualmente existen varios productos desarrollados por diversas compañías con efectos potenciadores de la memoria episódica, entre los que se encuentran nuevos inhibidores de la COMT con menos efectos secundarios. Un reciente estudio de doble ciego controlado con grupo placebo halló que la Dehidroepiandrosterona, un antagonista del cortisol, favorece la creación de recuerdos episódicos en hombres jóvenes sanos.

## Patologías asociadas
- Basándose en la revisión de estudios comportamentales se ha sugerido que en el caso de pacientes de autismo puede existir un daño selectivo del sistema límbico-prefrontal de memoria episódica.[11]
- El término «amnesia» suele atribuirse a pacientes con déficits en memoria episódica.
- La enfermedad de Alzheimer suele afectar al hipocampo antes que a otras regiones cerebrales. Por este motivo, los pacientes de Alzheimer suelen mostrar síntomas amnésicos en las primeras fases de la enfermedad.
- Un tipo infrecuente de intoxicación conocido como «amnesia por envenenamiento con mariscos» (o «ASP», por sus siglas en inglés) provoca daños irreversibles en el hipocampo, desembocando en amnesia.
- El síndrome de Korsakoff está causado por un déficit de tiamina (vitamina B1). Suele deberse a una dieta desequilibrada, y es frecuente que se manifieste en alcohólicos que descuidan su alimentación.
- Se ha encontrado que unos niveles elevados de cortisol (por inyección) pueden inhibir de forma significativa la evocación de recuerdos autobiográficos,[12] lo que podría explicar los déficits de memoria que se observan frecuentemente en los casos de trastorno depresivo mayor.
- Se ha asociado el consumo de algunas drogas ilegales como el MDMA («éxtasis») con déficits persistentes en la memoria episódica.[13][14]

## Estudios con animales
Hasta 1997 no existían muchos indicios de la existencia de memoria episódica en animales no humanos. Esto probablemente se debía a la dificultad para la realización de pruebas satisfactorias al respecto. Como expuso Tulving (1983), es necesario proporcionar pruebas de la existencia de recuerdo consciente para cumplir con los criterios de definición de la memoria episódica. Pero la demostración de la existencia de memoria episódica en ausencia de lenguaje no es posible, dado que no existen indicadores conductuales no lingüísticos de experiencias conscientes.
En 1998, Clayton y Dickinson fueron los primeros en aportar pruebas de que los animales poseen memoria episódica. Demostraron que la Aphelocoma californica (un tipo de urraca) recordaba el lugar en que había ocultado distintos tipos de comida, y las recuperaba de forma selectiva en función del grado de corruptibilidad y el tiempo que había transcurrido desde que la había ocultado. Así, este animal aparentaba recordar el «qué, dónde y cuándo» de sucesos concretos ocurridos en el pasado. Clayton y Dickinson argumentaron que este tipo de comportamiento cumplía con los criterios comportamentales requeridos para que se pueda hablar de memoria episódica. No obstante, dado que el estudio no se ocupa de los aspectos fenomenológicos de la memoria episódica, los autores se refirieron a estos comportamientos como «memoria similar a episódica» («“episodic-like” memory»).
De acuerdo con un estudio realizado por la Universidad de Edimburgo en el año 2006, el colibrí es el primer animal sobre el que se ha demostrado la existencia de dos aspectos de memoria episódica: la capacidad para recordar el lugar en que se encontraban determinadas flores, y cuan recientemente las habían visitado. Los investiogadores realizaron un seguimiento de la frecuencia con la que los colibríes visitaban ocho flores artificiales rellenadas con una solución azucarada. Una vez vaciadas, la mitad de las flores se volvían a llenar a los diez minutos, y la otra mitad a los veinte minutos. Los pájaros volvían a las flores en función del programa de rellenado: las flores que eran rellenadas a los diez minutos eran visitadas en primer lugar por los colibríes. En palabras de Susan Healy, de la Universidad de Edimburgo: «Que nosotros sepamos, esta es la primera demostración de que los animales en estado salvaje pueden recordar la localización de sus fuentes de alimentación, así como el tiempo que hace que los han visitado». 
Otros trabajos han demostrado la existencia de este tipo de memoria similar a la episódica en otras especies animales con cerebros más parecidos a los de los seres humanos. Por ejemplo, Kart-Teke et. al demostraron que las ratas mostraban una preferencia por determinados elementos en función de las características de lo que veían, dónde lo veían y cuándo lo veían. Además, los estudios realizados por Eacott et al. (2005) han mostrado que las ratas pueden recordar sin ningún tipo de pista esterna lo que vieron y dónde lo vieron mediante la realización de pruebas que las sitúa ante determinadas circunstancias que les obligan a recordar una experiencia concreta.
En cualquier caso, algunos investigadores se muestran cautos ante la perspectiva de comparar la memoria episódica humana y la memoria episódica animal (Suddendorf & Busby, 2003). Esta memoria similar a la episódica se podría explicar en términos de memoria procedimental o semántica. Para estos autores, el problema podría enfocarse de forma más satisfactoria mediante el estudio de la contraparte adaptativa de la memoria episódica: la capacidad para imaginar sucesos futuros. Suddenford (2006) argumenta que la emergencia de la capacidad humana para viajar mentalmente a sucesos del pasado y del futuro podría ser un primer paso en la evolución de los homínidos.
Existe un experimento reciente referido a una de las críticas específicas de Suddendorf y Busby (la hipótesis Bischof-Köhler, que establece que los animales no humanos solo pueden actuar en función de necesidades inmediatas, y no en función de necesidades futuras). Correia et al. demostraron que las urracas pueden ocultar de forma selectiva distintos tipos de comidas dependiendo del tipo de comida que van a necesitar en el futuro, ofreciendo pruebas contundentes que contradicen la hipótesis Bischof-Köhler mediante la demostración de que las urracas pueden ajustar su conducta de forma flexible basándose en experiencias pasadas de necesidad de un tipo particular de alimentación.

## Memoria autobiográfica
Un recuerdo autobiográfico es una representación personal de sucesos generales o específicos y vivencias personales. La memoria autobiográfica también se refiere al recuerdo de un individuo de su propia historia personal. Una persona no recuerda exactamente todo lo que le ha ocurrido en el pasado. La memoria es constructiva, y las experiencias previas afectan al modo en que se recuerdan los sucesos y al resultado final de la evocación. La memoria autobiográfica es igualmente constructiva, y se reconstruye mediante el procesamiento de la historia pasada. La memoria autobiográfica de un individuo es bastante fiable, pero esta fiabilidad puede verse amenazada por las distorsiones memorísticas.
Los recuerdos autobiográficos pueden diferir en función del periodo de vida a recordar. Se pueden recordar algunos sucesos de los primeros años de la vida, pero por lo general estos recuerdos se pierden mediante un proceso que se denomina amnesia infantil. Así, las personas de mediana edad suelen recordar con más precisión los recuerdos almacenados a partir de la adolescencia y la adultez temprana (entre los 15 y los 25 años). Este efecto se denomina «concentración de recuerdos» (reminescense bump). Además, es común que las personas recuerden muchos sucesos personales de los últimos años vividos. A esto se denomina «efecto de recencia»". En los casos de adolescentes y adultos jóvenes, el periodo afectado por ambos fenómenos coincide. 
Es sabido que los recuerdos autobiográficos se almacenan inicialmente como recuerdos episódicos, pero aún no se conoce si estos recuerdos autobiográficos pasan a convertirse con el transcurso del tiempo en recuerdos semánticos.